# Адмирал Шпаун (крайцер скаут, 1909)
Адмирал Шпаун (на немски: SMS Admiral Spaun) е първият лек крайцер или крайцер скаут на Австро-унгарския флот и първият голям боен кораб на ВМС на Австро-Унгария, с паротурбинна силова установка. Към момента на появата си е един от най-съвършените леки крайцери в света.

## Проектиране, строителство и особености на конструкцията
След осемгодишно прекъсване Императорските и Кралски ВМС се връщат към проектиране и строителство на бойни кораби от класа на крайцерите, когато на 1 май 1906 г. на Морския Технически Комитет е възложена разработката за проект на 3500 тонен крайцер. Новият кораб трябва да бъде по-бързоходен от аналогичните кораби на другите страни (британските крайцери тип „Адвенчър“, американските тип „Честър“ и германските тип „Дрезден“) и да има по-надеждна бронезащита. Така, съставът на въоръжението на бъдещия крайцер е принесен в жертва на двата гореизброени параметъра. Със своето техническо задание корабът е типичен представител на класа на крайцерите скаути, способни да участват в набези за нарушаване на морските комуникации на противника, а в сраженията с надводните кораби на противника да имат като преимущество своята висока скорост.
Крайцера скаут (бързоходен, скоростен крайцер – Rapidkreuzer според австро-унгарската класификация) „Адмирал Шпаун“ става първият голям боен кораб на ВМС на Австро-Унгария, снабден с паротурбинна силова установка. Корабът е четиривален, при това от 6 турбини 2 работят на двата вътрешни винта и са предназначени за икономичен ход. Енергетичната установка на крайцера по много параметри е експериментална, часто дава повреди и се отличава с неголяма надеждност.
Залагането на кила на лекия крайцер „Адмирал Шпаун“ е на 30 май 1908 г. във военноморската корабостроителница в Пула. На 30 октомври 1909 г. корабът е спуснат на вода, а на 15 ноември 1910 г. влиза в състава на флота.
Крайцерът носи името си в чест на адмирал Херман фон Шпаун, главнокомандващ Императорските и Кралски ВМС и глава на морската секция на Военното Министерство на Австро-Унгария в периода между двата века.

## История на службата и модернизации
Заради гореописаните проблеми в експлоатацията на силовата установка, в хода на бойните действия през Първата световна война „Адмирал Шпаун“ не участва в крайцерските операции заедно със своите събратя – бързоходните крайцери от типа „Новара“ и се използва в по-малко опасни и рисковани операции. 1917 г. е планирано усилване на артилерийското въоръжение на кораба чрез замяна на две 100 mm оръдия на полубака с 1150 mm, но това не е осъществено. След войната, през 1920 г., крайцерът е предаден на Великобритания и веднага след това е продаден на Италия за скрап.

## Оценка на проекта
| Предшественици на леките крайцери |                                          |                                    |                                           |                                        |                                                                      |                                          |
| Характеристики                    | „Тоне“ · Япония                          | „Адмирал Шпаун“ Австро-Унгария     | „Патфайндър“ · Великобритания             | „Бодицея“ · Великобритания             | „Дрезден“ · Германия                                                 | „Честър“ · САЩ                           |
| Година на залагане                | 1905                                     | 1908                               | 1903                                      | 1907                                   | 1906                                                                 | 1905                                     |
| Година на влизане в строй         | 1910                                     | 1910                               | 1905                                      | 1909                                   | 1908                                                                 | 1908                                     |
| Размери, m (Д×Ш×Г)                | 113,8×14,4×5,1                           | 130,6×12,8×5,3                     | 116×11,77×3,96                            | 123,4×12,5×4,3                         | 118×13,4×5,3                                                         | 129×14,3×5,1                             |
| Водоизместимост, t                | 4900                                     | 3500                               | 2946                                      | 3353                                   | 3664                                                                 | 3810                                     |
| Въоръжение                        | 2 – 152 mm, 12 – 120 mm, ТА 3×1 – 450 mm | 7 – 100 mm, 1 – 47 mm              | 9 – 76,2 mm, 8 – 47 mm, ТА 2×1 – 450 mm   | 6 – 102 mm, 4 – 47 mm, ТА 2×1 – 450 mm | 10 – 105 mm, 8 – 52 mm, ТА 2×1 – 450 mm                              | 2 – 127 mm, 6 – 76,2 mm, ТА 2×1 – 533 mm |
| Брониране, mm                     | Палуба – 38, скосове – 76, рубка – 102   | Палуба – 20, пояс – 60, рубка – 50 | Палуба – 16 – 37, пояс – 51, рубка – 76,2 | Палуба – 25, рубка – 102               | Палуба – 20 – 30, скосове – 50 – 80, щитове оръдия – 50, рубка – 100 | Палуба – 25, пояс – 51                   |
| Силова установка, к.с.            | ПМ, 15 000                               | ПТ, 25 130                         | ПМ, 16 500                                | ПТ, 18 000                             | ПТ, 15 000                                                           | ПТ, 16 000                               |
| Далечина на плаване, морски мили  |                                          | 4200 на 10 възела                  |                                           |                                        | 3500 на 14 възела                                                    |                                          |
| Проектна скорост, възела          | 23                                       |                                    | 25                                        | 25                                     | 24                                                                   | 24                                       |
| Максимална скорост, възела        | 23,368                                   | 27,01                              |                                           |                                        | 25,2                                                                 | 26,52                                    |

## Коментари
1. ↑  Всички данни са към момента на влизането в строй.
2. ↑  Префиксът „SMS“ е от на немски: Seiner Majestat Schiff (Кораб на Негово Величество).
3. ↑  Според Австро-унгарската класификация се обозначава като „бързоходен крайцер“ (от на немски: Rapidkreuzer).
4. ↑  (на немски: Kaiserliche und Königliche Kriegsmarine (Императорски и Кралски военноморски сили) или съкратено – на немски: K.u.K. Kriegsmarine)